# Neoribates rotundus
Neoribates rotundus är en kvalsterart som beskrevs av Aoki 1982. Neoribates rotundus ingår i släktet Neoribates och familjen Parakalummidae. Inga underarter finns listade i Catalogue of Life.